# 의흥 예씨
의흥 예씨(義興芮氏)는 대구광역시 군위군 부계면을 관향으로 하는 한국의 성씨이다.
시조 예낙전(芮樂全)은 고려 인종 때 문하찬성사(門下贊成事)를 역임하고, 부계군(缶溪君)에 봉해졌다.

## 기원
예씨(芮氏)는 고려조(朝) 인종(仁宗, 재위 1122-1146)시 문하찬성사를 지낸  부계군(缶溪君) 예낙전(芮樂全)이 시조이고 단일본이며 그 유허지인 의흥(義興)을 본관(本貫)으로 한다.
공의 선대(先代)가 기자(箕子)의 학사로 중국에서 도래(渡來)하였다 하나 확실한 고증(考證)이 되지 않는다.

## 역사

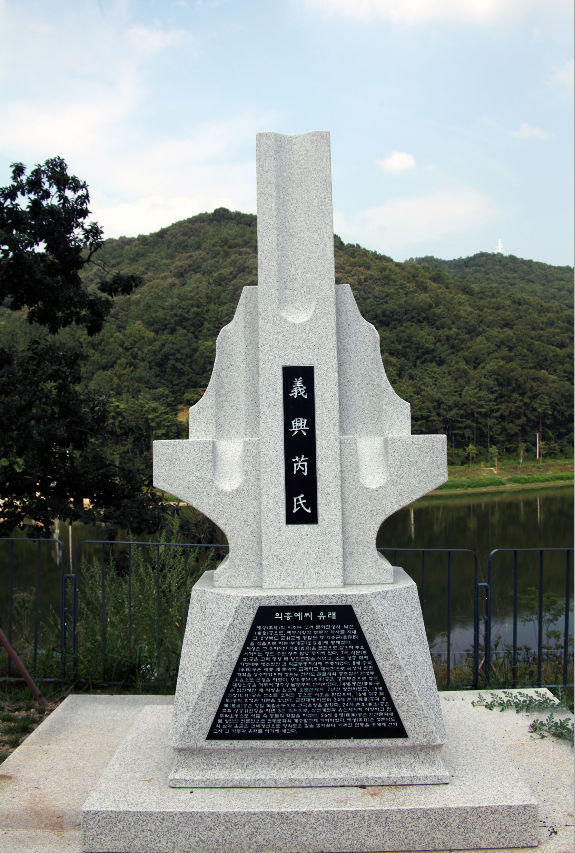

예성(芮姓)의 시조는 고려 문하찬성사 낙전(樂全)공으로, 예부시랑과 보문각 학사를 지내고 경상북도 군위군에 통합된 옛 의흥군(義興郡)을 식읍으로 하는 부계군(缶溪君)에 봉해졌다. 예성은 그 유허지인 의흥을 본관으로 삼으며 주요 세거지는 청도, 수원, 상주, 밀양 등지에 있다.
7세 사문(思文)공은 고려 창왕 때 양천현감을 지냈고, 조선 성종 대에 가정대부 병조참판 겸 의금부동지사에 추증되었다.
8세 승석(承錫)공은 세종 때 문과에 급제하고 대사간으로 국정의 전면개혁을 상소하였으며 강원도 전라도 관찰사와 공조참판 한성부우윤으로 선정을 하였다.
9세 충년(忠年)공은 경주부윤으로 성덕대왕신종을 거두어 경주성 남문루에 안치하였다.
14세 몽진(夢辰)공은 임진왜란 때 의병을 일으켜 운문산에서 7년간 항전하였고, 15세 인상(仁祥)공은 선조를 호위한 공으로 서훈을 받았으며, 16세 귀주(歸周)공의 효행은 가문을 빛냈다.
근현대에 이르러 24세 준기(俊基)공과 응복(應福)공은 항일 독립운동으로 건국훈장을 받았다. 24세 춘호(春浩)공은 국회 상공위원장을 지낸 3선 의원으로, 삼선개헌과 유신체제에 저항하고 민주화운동으로 어둠 속 등불의 역할을 하였다. 26세 용해(庸海)공은 인간문화재를 창안한 언론인으로 전통문화의 계승발전에 기여하였다.
예성(芮姓)은 청빈낙도의 삶과 올곧은 선비정신으로 정의로운 길을 걸어왔다.
***의흥예씨 성씨조형물(청빈낙도: 대전 뿌리공원 202호)***  보관됨 2018-08-11 - 웨이백 머신

## 본관
의흥(義興)은 대구광역시 군위군 옛 의흥군 일대이다. 고려 초에 의흥군(義興郡)이 되어 1018년(현종 9)에 안동부(安東府)에 속하게 하였고, 1390년(공양왕 2) 감무(監務)를 두었으며 부계현(缶溪縣)을 병합하였다. 1413년(태종 13)에 의흥현이 되었다. 《세종실록》 지리지에 따르면 부계(缶溪)의 토성(土姓)으로 예(芮)·홍(洪)·유(兪)·김(金)·전(錢) 5성이 있다고 기록되어 있다. 1895년(고종 32) 지방제도 개정으로 의흥군으로 승격되었고, 1896년 경상북도에 소속되었다. 1914년 군면 폐합으로 의흥군이 군위군에 편입되면서 의흥면, 부계면 등으로 나뉘었다. 현재 시조공 묘소가 있는 위치는 군위군 부계면 가호리이다.

## 분파
- 검교군기감공파(檢校軍器監公派: 5世 元碩원석)
- 종부령공파(宗簿令公派: 5世 元立원립)

.....
- 홍주파 : 11世 景祥(경상)
- 수원파 : 11世 景世(경세)
- 영산파 : 11世 景禧(경희)
- 면천파 : 11世 景蕃(경번)
- 상주파 : 11世 智(지)
- 청도파 : 11世 克讓(극양)
- 율정파 : 11世 處讓(처양)

## 항렬
| 18세           | 19세           | 20세           | 21세           | 22세           | 23세           | 24세           | 25세           | 26세           | 27세           |
| 〇 新 신       | 〇 文 문       | 〇 英 영       | 時 시 〇       | 東 동 〇       | 大 대 〇       | 〇 基 기       | 鍾 종 〇       | 〇〇 洙海 수해 | 相秉 상병 〇〇 |
| 28세           | 29세           | 30세           | 31세           | 32세           | 33세           | 34세           | 35세           | 36세           | 37세           |
| 〇〇 烈熙 렬희 | 圭載 규재 〇〇 | 〇〇 鎬鎔 호용 | 永漢 영한 〇〇 | 〇〇 柱植 주식 | 熏熺 훈희 〇〇 | 〇〇 培坤 배곤 | 銀鎭 은진 〇〇 | 〇〇 浩淳 호순 | 柱榮 주영 〇〇 |
| 38세           | 39세           | 40세           | 41세           | 42세           | 43세           | 44세           | 45세           | 46세           | 47세           |
| 〇〇 煥炫 환현 | 城增 성증 〇〇 | 〇〇 錫鐸 석탁 | 泰泳 태영 〇〇 | 〇〇 杰柏 걸백 | 炅烔 경동 〇〇 | 〇〇 均埈 배곤 | 鈺鍊 옥련 〇〇 | 〇〇 洪源 홍원 | 根楨 근정 〇〇 |
| 48세           | 49세           |                |                |                |                |                |                |                |                |
| 〇〇 煇煜 휘욱 | 垌堅 동견 〇〇 |                |                |                |                |                |                |                |                |

## 인물
-조선시대-
- 예사문(芮思文, 1368-1444) : 양천(현 김포)현감
- 예승석(芮承錫, 1406-1476) : 1447년(세종 29년) 식년 문과에 급제하여 헌납, 이조참의, 대사간, 공조참판, 전라도관찰사 등을 역임하였다. 《세조실록》과 《예종실록》의 편찬에 참여했다.
- 예충년(芮忠年, 1470-1537) : 조선 성종 때 성균관대사성, 경주부윤
- 예몽진(芮夢辰, 1560-1592) : 한성부 우윤
- 예인상(芮仁祥, 1562-1623) : 선무원종공신 훈련원판관
- 예귀주(芮歸周, 1639-1708) : 증사헌부지평 모초재실기
- 예조학(芮祖學, 1830-1874) : 조선 후기 효자. 저서로 『경암선생문집(敬庵先生文集)』이 전한다.

-대한민국-
- 예관수(芮琯壽, 1923-1976) : 전 3군합동헌병대장, 군사학대사전
- 예광해(芮光海, 1944-) : 전 대구총진회 회장, 전)대종회 회장(2018년~2024년)
- 예길촌(芮吉村, 1940- ) : 전 영남대 교수, 전 대구종친회 회장
- 예병순(芮秉珣, 1944- ) : 전 한국갱생보호회 사무국장, 청도향교전교(2016~2018)
- 예용해(芮庸海, 1929-1995) : 전 한국일보 논설위원, 인간문화재
- 예응복(芮應福, 1890-1924) : 독립유공자
- 예재길(芮載吉, 1954- ) : 서울대 수의학박사, 전)올택바이오코리아 대표이사, 현 대종회 회장(2024년~)
- 예재두(芮載斗, 1949- ) : 전 대종회 회장(2008년~2018년)
- 예정수(芮正洙, 1945- ) : 성균관유도회총본부 회장
- 예종석(芮宗錫, 1872-1955) : 일제강점기 대정실업친목회 회장
- 예종석(芮鍾碩, 1953- ) : 한양대학교 경영학부 교수, 아름다운재단 이사장, 부: 예춘호
- 예종숙(芮鍾淑, 1935- ) : 시인, 예종숙 시집
- 예종호(芮鐘皥, 1933-) : 전 한전 전자계산소장, 정축보 편집위원장
- 예준기(芮俊基, 1902-1942) : 독립유공자
- 예창근(芮昌根, 1954- ) : 제11대 경기도 행정2부지사
- 예춘호(芮春浩, 1927-2019) : 대한민국 제6대·7대·10대 국회의원, 상공위원장, 초대 대종회 회장(1994년~2004년)
- 예학성(芮學聖, 1934- ) : 전 남광예학성의원 원장, 전 대종회 회장(2004년~2008년)
- 예학해(芮學海, 1920-1994) : 전 동일직물(주) 대표, 전 대구화수회장
- 예다슬(芮다슬,2006- ) :

## 과거 급제자
의흥 예씨는 조선시대 문과 급제자 2명, 무과 급제자 1명, 사마시 5명을 배출하였다.
한국역대인물종합정보시스템(한국학중앙연구원)에서 검색하여 추가하였다.
문과
예영달(芮英達) 1353년 고려 공민왕2년 계사방
예성질(芮成質) 1809년 고종28년 식년시
예승석(芮承錫) 1447년 세종29년 식년시
무과
예석만(芮碩蔓) 1642년 현종11년 별시
예덕겸(芮德兼) 1760년 정조8년 정시
예득선(芮得先) 1637년 인조15년 별시
예인상(芮仁尙) 1594년 선조27년 별시
예용주(芮用周) 1646년 인조24년 식년시
생원시
예재문(芮在文) 1739년 영조44년 식년시
진사시
예난수(芮蘭秀) 예난종(芮蘭宗)  1507년 중종2년 증광시
예대열(芮大烈)  1768년 현종1년 증광시
예주명(芮周鳴) 1786년 현종15년 식년시
**본관/거주지 : 예덕겸 정선/영유(평북 평원), 예득선 무주/수원, 예인상 성주/비안(의성군 비안면)으로 되어 있습니다.

## 집성촌 & 재실
- 東林齋(동림재) 경북 군위군 부계면 대율리 - 낙전 시조공 묘소(가호리)
- 夢山齋(몽산재) 충남 당진군 순성면 성북리 - 사문, 승석, 충년, 란종/란수/란정 묘소
- 角山齋(각산재) 경북 청도군 이서면 각계리 - 극양 묘소
- 覽輝堂(람휘당) 경북 청도군 이서면 대전1리
- 鳳岡齋(봉강재) 경북 청도군 이서면 대전2리
- 栗崗書院(율강서원) 경북 청도군 풍각면 율정리
- 五思齋(오사재) 경북 청도군 이서면 대전1리
- 黃岡齋(황강재) 경북 청도군 매전면 내동 - 愼謙(진겸)
- 慕初齋(모초재) 경북 상주시 공성면 봉산리 회룡촌 - 貴周(귀주)
- 芝陽齋(지양재) 경북 청도군 매전면 지전리 - 德興(덕흥)
- 二必齋(이필재) 경남 밀양시 청도면 구기리 - 秀五(수오)
- 景四齋(경사재) 경북 청도군 매전면 온막리 원전
- 龍山齋(용산재) 경북 상주시 공성면 봉산리 회룡촌
- 永慕齋(영모재) 경북 청도군 이서면 칠엽리
- 春莊齋(춘장재) 경북 청도군 매전면 내동
- 一幹齋(일간재) 경북 청도군 이서면 대전2리 - 時鶴(시학)
- 孝子閣(효자각) 경북 청도군 이서면 대전2리 - 祖學(조학)
- 鶴陰齋(학음재) 경북 청도군 각남면 칠성리 - 東義(동의) 1890년
- ooo 경기도 화성시 양감면 사창3리 동지골
- 의흥예씨 대종회관(구.대전초등학교) 경북 청도군 이서면 대전리 539번지

## 인구
- 1985년 의흥 예씨 (1,304가구 5,091명) + 부계 예씨 (1,125가구 4,395명) = 9,486명
- 2000년 의흥 예씨 (2,926가구 9,268명) + 부계 예씨 (74가구 234명) = 9,502명
- 2015년 의흥 예씨 12,802명 + 부계 예씨 12명 = 12,814명

## 기타사항
- 참고사이트 : 죽암파종회 카페. 부산종친회 카페 , 서울종친회 블로그